# Retour au pays (téléfilm)
Pour plus de détails, voir Fiche technique et Distribution.
Retour au pays (Die Heimkehr) est un téléfilm allemand scénarisé et réalisé par Jo Baier et sorti en 2012.
Il s'agit de l'adaptation d'une nouvelle de Hermann Hesse publiée en 1909.
En France le téléfilm est diffusé sur Arte le 20 mars 2015.

## Synopsis
Après trente ans d'absence, August Staudenmeyer retourne à Gerbersau, sa ville natale qu'il a quitté après avoir été déshérité par son père. Il est devenu un riche entrepreneur, a parcouru l'Amérique et la Russie. Arrivé dans la ville, son attention se porte sur Katarina Endriss, une jeune veuve méprisée par la société et qui vit avec sa belle-sœur handicapée mentale.

## Fiche technique
- Titre original : Die Heimkehr
- Titre français : Retour au pays
- Réalisation et scénario : Jo Baier (d'après une nouvelle de Herman Hesse)
- Costumes : Esther Amuser
- Photographie : Wedigo von Schultzendorff
- Montage : Claus Wehlisch
- Musique : Jörg Lemberg
- Production : Anna Oeller, Manfred Hattendorf, Michael Schmidl
- Pays d’origine :  Allemagne
- Langue originale : Allemand
- Format : couleur
- Durée : 90 minutes
- Dates de sortie :
  -  États-Unis : 2 mai 2012
  -  France : 8 août 2012

## Distribution
- August Zirner (en) (VF : Bernard Alane) : August Staudenmeyer
- Heike Makatsch (VF : Laura Blanc) : Katarina Endriss
- Herbert Knaup (VF : Denis Boileau) : le bourgmestre
- Margarita Broich (VF : Ariane Deviègue) : Leonore
- Oliver Stokowski (VF : Philippe Catoire) : Hermann Mohrle
- Robert Spitz (VF : Pierre Dourlens) : Lukas Pfrommer
- Annette Paulmann : Berta
- Gottfried Breitfuss (VF : Bernard Bollet) : docteur Weill

Source et légende : Version française (VF) selon le carton de doublage français.